# Entre fleuve et forêt
Between the Woods and the Water
Entre fleuve et forêt (Between the Woods and the Water) est un récit de voyage de l'écrivain britannique Patrick Leigh Fermor, le deuxième d'une série de trois livres racontant son voyage à pied à travers l'Europe depuis Hoek van Holland aux Pays-Bas jusqu'à Constantinople entre 1933 et 1934.
Le premier livre de la série, Le Temps des offrandes (A Time of Gifts), relate le trajet jusqu'au Danube moyen.
Entre fleuve et forêt (1986) commence par la traversée du pont Mária Valéria séparant Tchécoslovaquie et Hongrie. L'auteur chemine à pied le plus souvent entre la Hongrie et la Roumanie. Le récit se termine lorsque l'auteur atteint la Porte de fer où le Danube fait la frontière entre le royaume de Yougoslavie et la Roumanie. De nombreuses années après son voyage, le journal de Leigh Fermor sur l'étape danubienne de son voyage a été retrouvé dans un château en Roumanie et lui a été restitué par une maîtresse roumaine. Il l'a utilisé dans pour rédiger son récit, entrecoupé d'informations historiques et anthropologiques.
Le troisième volume du voyage de Leigh Fermor jusqu'à Constantinople, La Route interrompue (The Broken Road), a été publié posthume en septembre 2013,.

## Prix
- 1986 : Prix du livre de voyage Thomas Cook[5].
- 1987 : Prix Silver Pen[6].

## Hommage
En 2011, Nick Hunt réalise un voyage de 4 000 km en 7 mois depuis les Pays-Bas jusqu'à Istanbul dans les traces de Patrick Leigh Fermor. Il en tire un ouvrage : Walking the Woods and the Water: In Patrick Leigh Fermor’s footsteps from the Hook of Holland to the Golden Horn.